# Hindu (Saaremaa)
Koordinaten: 58° 37′ N, 22° 49′ O
Hindu ist ein Dorf (estnisch küla) auf der größten estnischen Insel Saaremaa. Es gehört zur Landgemeinde Saaremaa (bis 2017: Landgemeinde Orissaare) im Kreis Saare. Hindu ist nicht zu verwechseln mit Sõrve-Hindu, das ebenfalls auf der Insel Saaremaa liegt und bis 2017 Hindu hieß.

## Einwohnerschaft und Lage
Das Dorf hat vierzehn Einwohner (Stand 31. Dezember 2011). Es liegt direkt an der Ostsee in der Nähe der Landspitze Tinuri nina.

## Persönlichkeiten
In Hinu wurde der estnische Schriftsteller, Sprachwissenschaftler und Übersetzer Jaan Jõgever (1860–1924) geboren.